# 特拉比松的伊琳娜·巴列奥略
伊琳娜·巴列奥略（希臘語：Ειρήνη Παλαιολογίνα，拉丁化：Eirēnē Palaiologina，约1315年—1341年后），1340年至1341年为特拉比松帝国女皇帝，為該國第二位女皇帝。
伊琳娜·巴列奥略是拜占庭皇帝安德洛尼卡三世的私生女。她于1335年与特拉比松皇帝瓦西里成婚。不过，不久之后瓦西里便有了一位情人，同样名为伊琳娜。1339年，瓦西里决定与伊琳娜·巴列奥略离婚。1340年，她毒杀了瓦西里，并登上皇位。此举引发了特拉比松帝国的内战。最终阿历克塞二世之女安娜·阿纳卓特鲁于1341年占领特拉比松，成为特拉比松的新女皇。伊琳娜被迫退位，被送回了君士坦丁堡。其后不详。